# Boysenbær
Boysenbær (Rubus loganobaccus x laciniatus x idaeus) er en krydsning mellem Loganbær, Brombær og Hindbær. Krydsningsarbejdet blev foretaget i Californien af frugtavleren Rudolph Boysen, men sorten blev markedsført kommercielt af Walter Knott omkring 1935. Den mest korrekte måde at benævne denne krydsning på vil formentlig være Rubus cultivar 'Boysenberry', idet boysenbær må betragtes som et sortsnavn.

## Beskrivelse
Boysenbær er en løvfældende busk med rankende og tornede skud og spredtstillede, uligefinnede blade. Frugterne er meget store og aflange med en mørkt brunrød farve. Smagen beskrives som brombæragtig eller loganbæragtig.

## Dyrkning i Danmark
Busken kræver så meget varme, at den i Danmark kun bærer frugt, hvis den står på et særligt lunt sted som op ad en sydvendt mur.

## Anvendelse
Planten bliver dyrket i USA, Canada og New Zealand på grund af det høje høstudbytte. Frugterne spises friske eller forhandles frosne, som marmelade eller som tilsætning i en lang række færdige desserter.